# Francisco de Iracheta
Francisco de Iracheta y Mascort fue un escritor español.

## Biografía
Abogado, fue redactor de El Ejército Español y colaborador de Barcelona Cómica (1896), Revista Contemporánea (1897-1899) y Miscelánea (1900). Fue autor de obras como Las reformas de Laura (novela cómica, La Habana, 1893), Tradiciones segovianas (Madrid, 1899), Patrióticas (poesías, 1903), Por tierras de mi raza (poesías, 1912) y Astucias de mujer (zarzuela, 1912). Escribió también Eclipse de sol o Diana y los astrónomos y realizó una adaptación de La cueva de Salamanca de Cervantes.